# Kurjensaari (ö i Norra Savolax, Norra Savolax, lat 63,35, long 26,54)
Kurjensaari är en ö i Finland. Den ligger i sjön Pielavesi och i kommunen Pielavesi i den ekonomiska regionen  Övre Savolax ekonomiska region  och landskapet Norra Savolax, i den centrala delen av landet, 400 km norr om huvudstaden Helsingfors. Öns area är 0,7 hektar och dess största längd är 130 meter i öst-västlig riktning.